# Ruine Neuhaus
Die Ruine Neuhaus (tschechisch Zřícenina Neuhaus) ist eine ehemalige barocke Einsiedelei und künstliche Ruine im Duppauer Gebirge bei Valeč (Waltsch) in Tschechien.

## Lage
Die Ruine befindet sich in einem ausgedehnten Waldgebiet – anderthalb Kilometer westlich von Valeč – in 713 m n.m. auf dem südöstlichen Vorgipfel des Prokopy (Prokopiberg; 749 m n.m.), der sich zwischen den Tälern der Blšanka (Alter Bach) und des Mlýnecký potok (Filirschbach) erhebt. Nördlich erstreckt sich das Naturdenkmal Valeč.
Umliegende Orte sind Valeč im Osten, Jeřeň (Girschen) im Südosten, Bělá (Biela) im Süden, Sklárna (Emilienglashütte) und Velký Hlavákov (Groß Lubigau) im Südwesten und Malý Hlavákov (Klein Lubigau) im Westen. Nordwestlich liegen die Wüstungen Kopáčov (Kopitschau), Jeseň (Gässing) und Uhlířská Chalupa (Köhlerhäusel).
Neuhaus liegt abseits der markierten Wanderwege und ist von der vor der Dreifaltigkeitskirche in Valeč von der Staatsstraße 194 abzweigenden Forststraße zum Prokopy und Pilíř (Filirsch; 763 m n.m.) erreichbar. Von der durch das Areal des Schlossparks führenden Forststraße bietet sich ein weiter Blick auf den Park mit den Propyläen und dem Lustschloss Jinotaj sowie das Städtchen Valeč. Ein nordwestlich des Neuhausteiches am Fuße des Prokopy von der Forststraße abzweigender Waldweg führt über Uhlířská Chalupa ins Tal des Mlýnecký potok und nach Valeč zurück.

## Geschichte
Über die Entstehung von Neuhaus ist nichts überliefert. Wegen ihrer Lage auf einer zu drei Seiten stark abfallenden Kuppe wurden die massiven steinernen Mauern lange Zeit für die Reste einer kleinen Burg gehalten. Bei einer zu Beginn des 21. Jahrhunderts durchgeführten archäologischen Untersuchung konnte ihre ursprüngliche Bestimmung festgestellt werden.
Die von einem Einsiedler bewohnte künstliche Ruine entstand wahrscheinlich zu Beginn des 18. Jahrhunderts unter Johann Christoph Kager von Stampach, der den barocken Umbau des Schlosses Waltsch und die Anlegung des Schlossparkes veranlasste, als weitere Attraktion für seine Gäste. Die Hauptachse des Parks verlief von der Westfassade des Schlosses in gerader Linie durch die Propyläen (Iluzivní brány) nach Neuhaus; ebenso lag die Einsiedelei an einer Achse zur Fassade der Schlosskirche der hl. Dreifaltigkeit. Auf dem angrenzenden Bergsattel zum Prokopiberg entstand ein Garten mit einem kleinen Teich, darin die kreisrunde Neuhausinsel▼ mit einem Altan.
Vinzenz Graf von Thurn und Valsassina, der die Grundherrschaft Waltsch 1890 erworben hatte, ließ zum Ende des 19. Jahrhunderts die Anlagen bei der Ruine instand setzen und neu gestalten. Nach dem Waltscher Chronisten Karl Lorenz war die Ruine Neuhaus mit dem Neuhausteich durch einen gepflegten Weg verbunden. Ein hölzerner Steg führte auf die Neuhausinsel, auf der eine Sitzbank unter einer Traueresche aufgestellt war.
Nach dem Zweiten Weltkrieg wurden die Anlagen sich selbst überlassen. Der Neuhausteich ist heute mit Entengrütze überwachsen, die Neuhausinsel unzugänglich.